# آدام ماروشی
آدام ماروشی (مجاری: Marosi Ádám؛ زادهٔ ۲۶ ژوئیهٔ ۱۹۸۴) ورزشکار پنج‌گانه مدرن اهل مجارستان است.
وی در مسابقات کشوری و بین‌المللی در مجموع برندهٔ ۸ مدال طلا، ۴ مدال نقره، ۶ مدال برنز شده‌است.